# Proceso democrático de Guatemala en el siglo XXI
El Proceso democrático de Guatemala se inició inmediatamente después de la firma del tratado de Paz Firme y Duradera en 1996 y tuvo como fundamento la Constitución de la República de Guatemala de 1985.

## Características del proceso democrático
La corrupción se ha convertido en un elemento central del financiamiento de la política, e implica acciones como:
- Desvío de servicios: empleados que en lugar de sus funciones específicas se dedican a trabajos partidarios
- Creación de empleos inexistentes: conocidos coloquialmente como «plazas fantasmas»
- Compra de votos para elecciones abiertas de candidatos: grupos organizados que se alquilan para votar en más de un partido
- Cohecho anticipado: recepción de dinero por personas o empresas que esperan beneficios o privilegios ilícitos
- Cohecho: retornos por parte de contratistas en acción
- Defraudación a la administración pública
- Participación en tráficos y servicios ilícitos[1]

El financiamiento privado de la política, sobre todo si es poco regulado y opaco, genera riesgos para el proceso político y la democracia:
- Utilización de financiamiento espurio o ilegal: principalmente proveniente del crimen organizado, que busca penetrar las instituciones políticas para comprar impunidad mediante el financiamiento de campañas.
- Compra de influencia y conflictos de interés: las aportaciones privadas, incluso aquellas apegadas a la ley, podrían contribuir a la privatización de la toma de decisiones, privilegiando a los intereses privados antes que los públicos.
- Inequidades electorales graves: las diferencias en los recursos que los partidos movilizan en las campañas electorales crean inequidas en la competencia política y pueden producir significativas barreras de entrada al proceso electoral para ciertos grupos.[2]
- Desarticulación de los partidos y del sistema de partidos
- Pérdida de credibilidad de la regulación del financiamiento político: las leyes débiles, sumadas a escándalos de corrupción, restan credibilidad no solamente a la regulación sino que al sistema de financiamiento político.[3]

### El sistema político guatemalteco y su financiamiento
El pueblo guatemalteco es una sociedad profundamente fraccionada por múltiples razones que incluyen el étnico, las diferencias entre la región urbana y la región rural, las tensiones entre el área metropolitana y el resto del país, así como la persistencia de un comportamiento racista y excluyente de las élites.  Estos ha hecho que las coaliciones y acuerdos entre los distintos grupos sean difíciles de lograr, y que se incentive a la división contribuyendo a la fragmentacion del sistema de partidos políticos.
Los partidos políticos no son los únicos actores dentro del sistema político: los grupos de poder económico, las organizaciones sociales, las iglesias y las propias entidades del Estado participan en la disputa y el ejercicio del poder. Asimismo, los recursos económicos desempeñan un papel importante en el funcionamiento del sistema, creando así una interrelación entre el sistema político y su financiamiento.  Desde 1984 el sistema guatemalteco se ha caracterizado por la fluidez del sistema de partidos, la volatilidad electoral, la concentración de la oferta electoral en el centro y la derecha del espectro político, el peso de los poderes fácticos y la continuidad del statu quo económico y social.
Las élites empresariales guatemaltecas no han querido articular un proyecto o partido propio, ya que a través de distintos medios han logrado mantener un predominio que les permite, hasta cierto punto, bloquear aquellas decisiones que podrían afectarles e impulsar las que les benefician; e la influencia sobre el Congreso y el Ejecutivo es determinante el papel que desempeña el financiamiento de la política y las campañas electorales ya que como parte de los acuerdos que posibilitan las donaciones de campaña, algunos grupos empresariales han logrado colocar como diputados a operadores directos de sus intereses.
Con esta situación han surgido «partidos franquicia», en el que un grupo de ciudadanos alrededor de un dirigente cumple los requisitos mínimos para inscribir a un partido, y en cada elección, se pone a disposición de personas interesadas a postularse a un cargo público. Ejemplo de estos partidos serían el Ciudadanos Activos en Formación Electoral (CAFÉ), Partido Libertador Progresista (PLP) y Movimiento Reformador (MR), entre otros. En Guatemala impera la racionalidad del voto de castigo, pues hasta la fecha ningún partido ha logrado ser reelecto; la fluidez de la oferta partidaria y la intención ciudadana de cambiar gobernantes son el origen de esta situación.

### Redes político-económicas ilícitas (RPEI)
Las redes fueron surgiendo con el proceso de democratización pues además de ratificar la autonomía municipal, la Constitución Política de la República de 1985 estableció una asignación del 8% del presupuesto a las municipalidades, porcentaje que posteriormente fue aumentado al 10%.  Además, hubo procesos de descentralización -para evitar que el gobierno central beneficiara al área metropolitana-, establecimiento de consejos de desarrollo comunitarios, municipales y departamentales que influyen en la obra pública, y creación de fondos sociales que orientaban la inversión pública. Como resultado, los diputados distritales se convirtieron en intermediarios entre el Ejecutivo, los gobiernos municipales y las estructuras estatales gubernamentales pudiendo de esta forma: (a) movilizar recursos para obras públicas, (b) influir en el nombramiento de los funcionarios públicos del departamento -principalmente maestros y empleados de servicio de salud-, (c) resolver demandas de los alcaldes de su distrito frente al gobierno central, y (d) en general, atender los problemas del departamento.
Desafortunadamente, esta forma de intermediación se fue convirtiendo en foco de corrupción pues surgieron comisiones de los constructores para conseguir obra pública, creación de empresas de construcción por los diputados o familiares de estos -pese a prohibición legal- o bien, los empleos públicos se obtienen por nepotismo o el pago de parte del salario; además, la interacción con los alcaldes ha dado origen a la formación de las redes departamentales. Estas son redes que se construyen en torno a algunos alcaldes y diputados distritales -denominados en Guatemala como «señores feudales» o «caciques»- permiten articular la política local con la nacional y son la pieza central para el financiamiento ilícito de la política que ha posibilitado la continuidad del sistema. En las redes confluyen individuos y grupos de personas que se organizan y cooperan, comunican y que poseen intereses comunes, pero lo nocivo de las mismas es que llevan a cabo prácticas políticas y transacciones económicas ilícitas tendientes a obtener: (a) poder indebido sobre el aparato del Estado y el mercado, (b) influencia indebida sobre la sociedad, y (c) bienestar indebido, producto de la disponibilidad de recursos acumulados como resultado de actividades lícitas e ilícitas.

### Los medios de comunicación
Guatemala cuenta con seis diarios de circulación nacional; cinco noticiarios nacionales de televisión abierta y cinco noticiarios nacionales de televisión por cable, entre ellos Canal Antigua, Guatevision, Azteca Guatemala, Vea Canal y Albavision por cable; y numerosos noticiarios y programas de opinión por radio tanto nacionales como locales. Entre los noticiarios de radio más conocidos están Patrullaje Informativo y Radio Sonora, A Primera Hora de Emisoras Unidas y El Independiente de Radio Nuevo Mundo. El espectro radiofónico está dominado por seis corporaciones: Emisoras Unidas de Guatemala, Central de Radios, Grupo Radial El Tajín, grupo Radios Rumbos, Radio Grupo Allius y Radio Corporación Nacional que concentran, en usufructo, la mayoría de las frecuencias radiales otorgadas por el Estado.
En cuanto a la prensa escrita, Prensa Libre y Nuestro Diario –originalmente parte de la misma corporación pero posteriormente separados– dominan el mercado; los otros periódicos, Siglo 21, elPeriódico, Diario La Hora y Al Día tienen una circulación limitada, mientras que el Diario de Centro América es el Diario Oficial.
Por su parte, los noticiarios de televisión abierta son Noti7, Telecentro Trece y Guatevisión y el de cable es Hechos Guatemala, A las 8:45 de Canal Antigua, VEA CANAL, y El Noticiero de Guatevision por cable. De acuerdo con el artículo 35 de la Constitución Política de la República, en Guatemala es libre la emisión del pensamiento.
Ahora bien, la estructura de propiedad de los medios de comunicación tiende a reproducir la desigualdad social del país, ya que estos se encuentran fuertemente concentrados: una docena de familias dominan los medios electrónicos, controlando todas las emisoras de televisiòn y casi todas las de radio, y dos grupos de negocios constituidos por nueva familias controlan todos los periódicos de la nación y el 99% de la circulación.  Los medios más influyentes son, en orden de relevancia: la televisión, la radio y la prensa escrita. En el caso de la televisión, Guatemala es un caso excepcional en el que una persona de origen mexicano es propietario de los cuatro canales privados de VHF existentes; Ángel González no tiene competencia en VHF pues los canales del Congreso (canal 9) y de la Academia de Lenguas Mayas (canal 5) tienen una frecuencia asignada pero no transmiten. El caso de González es resultado de que las concesiones que utiliza son resultado de decisiones políticas; además es propietario de una de las principales cadenas radiales del país, lo que le permite no solamente influir en la construcción de las preferencias políticas, sino que todos los políticos llegar a acuerdos con él para promover sus candidaturas.
Los grupos de Emisoras Unidas y de Radio Corporación Nacional tienen fuertes vínculos con la política:  el grupo de Emisoras Unidas posee el canal de cable Canal Antigua, el diario de circulación gratuita Publinews y la revista semanal Contrapoder. Uno de sus propiertarios, Érick Archivla, fue -entre enero de 2012 y mayo de 2015 - ministro de Energía y Minas, pero tuvo que renunciar luego de que se iniciaron las pesquisas de CICIG por el Caso de La Línea.
A nivel local y departamental han surgido una gran cantidad de empresas de televisión por cable que poco a poco han adquirido relevancia y tienen un peso importante en los procesos electorales.

## Gobierno de Alfonso Portillo (2000-2004)
Guatemala tuvo elecciones presidenciales, legislativas, y municipales el 7 de noviembre de 1999, y un desempate de elección presidencial el 26 de diciembre. En la primera ronda el FRG ganó 63 de 113 asientos legislativos, mientras el PAN ganó 37. La Alianza Nueva Nación (ANN) ganó 9 asientos legislativos, y tres partidos minoritarios ganaron los restantes cuatro. En el desempate del 26 de diciembre, Alfonso Portillo (F.R.G.) ganó el 68% de los votos contra 32% para Óscar Berger (P.A.N.). Portillo ganó en 22 departamentos y en la Ciudad de Guatemala, que era considerada la fortaleza del PAN.
Portillo fue criticado durante la campaña por su relación con el presidente del F.R.G., el ex-General Ríos Montt, el presidente de facto de Guatemala en 1982-83; sin embargo, el impresionante triunfo electoral de Portillo, con dos terceras partes del voto en la segunda ronda, manifestaba un clamor del pueblo por un mandato que realizara su programa de reforma.
El presidente Portillo prometió mantener lazos fuertes con los Estados Unidos, aumentar la cooperación con México, y participar activamente en el proceso de integración en América Central y el Hemisferio Occidental. Juró apoyar la liberalización continua de la economía, aumentar la inversión en capital humano e infraestructuras, establecer un banco central independiente, e incrementar los ingresos por la imposición de recaudaciones fiscales más estrictas, en vez de aumentar impuestos. Portillo también prometió seguir el proceso de paz, designar a un ministro de defensa civil, reformar las fuerzas armadas, sustituir el servicio de seguridad militar presidencial por uno civil, y reforzar la protección de los derechos humanos. Designó un gabinete pluralista, incluso miembros indígenas y otros no afiliados al F.R.G., el partido gobernante.
El progreso en la realización de la agenda de reforma de Portillo fue lento durante su primer año en función. Como consiguiente, el apoyo público al gobierno se hundió casi a niveles récord a principios de 2001. Aunque la administración avanzara sobre tales cuestiones como la toma de la responsabilidad estatal en casos pasados de derechos humanos y apoyar los derechos humanos en foros internacionales, dejó de mostrar avances significativos en el combate a la impunidad en casos pasados de derechos humanos, reformas militares, un pacto fiscal para ayudar a financiar la realización de paz, y la legislación para aumentar la participación política.
En junio de 2000, el presidente Portillo, declaró lesiva para los intereses del Estado la venta de la empresa estatal de telecomunicaciones por estar llena de vicios y anomalías, tras finalizar un estudio pormenorizado sobre los términos en que se efectuó la venta de la empresa a un grupo de técnicos nacionales y extranjeros, cuyos nombres no fueron revelados. Portillo ofreció investigar a fondo el asunto, pero la empresa TELGUA permaneció en manos de TELMEX.
Enfrentado a una alta tasa de criminalidad, un problema de corrupción pública, acoso e intimidación por parte de desconocidos a activistas de derechos humanos, trabajadores judiciales, periodistas y testigos en procesos de derechos humanos, el gobierno inició serios intentos de abrir un diálogo nacional en 2001 para hablar de los considerables desafíos que afrenta el país.

### Enfrentamiento con el sector empresarial
Portillo se convirtió en el gobernante más detestado para el poder económico formal de Guatemala en el siglo xxi ya que se enfrentó directamente a dicho grupo y de una manera que reflejaba más bien una satisfacción propia que un objetivo político; Portillo comenzó a desnudar el régimen de privilegios de dicho poder económico, pero la legitimidad del presidente fue minada por la reputación internacional del general Efraín Ríos Montt -a quien se comparaba con la del general chileno Augusto Pinochet- y por la existencia de un Estado estructuralmente corrupto e ineficiente.
El presidente Portillo hizo abrir los contingentes de importación de carne de pollo, de harina, de azúcar y de otros productos para combatir el alza a productos de consumo básico, los cuales eran controlados por grupos monopólicos en Guatemala. Además de los discursos desafiantes que pronunciaba y que le granjeaban enemistades con los empresarios guatmaltecos, al debilitar el combate al narcotráfico y mostrarse hosco frente a representantes diplomáticos de Estados Unidos cultivó una animadversión que más temprano que tarde se volvió en contra suya. Hacia el final de su período presidencia, Portillo Cabrera tenía en su contra a los miembros del poder económico guatemalteco, quienes tenían una influencia aplastante en los mercados, los medios de comunicación masiva y grupos de la sociedad civil guatemalteca.
Los monopolios que Portillo enfrentó fueron:
- Cerveza: permitió el ingreso de la cerveza BRAHVA y así detuvo los constantes aumentos del monopolio que produce y distribuye la cerveza Gallo. La cerveza en Guatemala había sido hasta entonces monopolio de la familia Castillo.[18]
- Cemento: para detener los constantes aumentos del cemento, monopolio guatemalteco de la familia Novella, importó el cemento Cruz Azul de México.[18]
- Pollo: para detener los constantes e injustificados aumentos del pollo, provocados por el monopolio de la familia Gutiérrez, Alfonso Portillo permitió la importación del Pollo Tyson y Hudson de Estados Unidos. El pollo estadounidense resultaba más barato para el consumidor que el pollo producido en Guatemala a pesar de que era producido con mano de obra más cara y transportado desde una gran distancia en camiones refrigerados.[18]
- Azúcar: importó azúcar de Cuba y Brasil a menor precio que la producida en Guatemala por los ingenios de la familia Herrera.[18]

Hacia el final de su gestión, Portillo reconoció sin ambages sus fracasos en la reforma fiscal; ahora bien, achacó el fiasco tributario al “boicot” del CACIF, que presentó numerosos recursos legales que dejaron en suspenso la aplicación de varios impuestos, y descargó denuestos en particular contra los productores azucareros por encarecer el precio de este producto básico y encima oponerse a las importaciones extra de azúcar sin arancel aduanero decididas por el Gobierno para proteger al consumidor. Dando relieve a sus enfrentamientos con el sector privado, Portillo sentenció que «estar en contra de la oligarquía tuvo un costo político».

### Resarcimiento a víctimas de la guerra civil
Portillo leyó las conclusiones de una investigación de la Comisión Presidencial de Derechos Humanos (COPREDEH), establecida en julio de 1991 por el entonces presidente Jorge Antonio Serrano Elías, y en la que admitió la responsabilidad del Estrado concretamente en dos masacres cometidas por el Ejército en 1982, rigiendo a la sazón el Gobierno de facto de Efraín Ríos Montt: la de las villas Plan de Sánchez, en el departamento central de Baja Verapaz, y Dos Erres, en Petén, al norte, donde fueron asesinados a quemarropa noventa y doscientos civiles respectivamente, así como en ocho crímenes políticos producidos hasta 1990. Portillo prometió compensar a los familiares de las víctimas y buscar el procesamiento de los culpables, aunque no especificó las medidas que iba a tomar el Gobierno. Las promesas de resarcimiento a las víctimas de la violencia estatal o paraestatal reconocida por la COPREDEH fueron cumplidas parcialmente por Portillo: pago cerca de dos millones de dólares a las familias de los asesinados en Dos Erres aunque no hubo justicia penal.

### Juicio a asesinos de obispo Gerardi y Conedera
El crimen del obispo Gerardi Conedera, ocurrido durante los últimos meses del gobierno del presidente Álvaro Arzú Irigoyen se llevó a cabo gracias únicamente al empeño de unos magistrados apoyados desde la sociedad civil. En marzo de 2001 se inició el juicio, el cual estuvo precedido de homicidios de testigos de la acusación y de amenazas de muerte contra juristas asignados al caso. Sobreponiéndose a estas brutales intimidaciones, el juicio siguió su curso y el 7 de junio de 2001 el Tribunal Tercero de Sentencia de Guatemala condenó a treinta años de prisión a tres de los encausados: el coronel retirado Byron Disrael Lima Estrada, antiguo director de la Inteligencia Militar, su hijo, el capitán Byron Lima Oliva, y el exsargento José Obdulio Villanueva, miembro del servicio de escoltas del Estado Mayor Presidencial -EMP-, cuerpo militar de reputación violadora de los Derechos Humanos. Sin embargo, en octubre de 2002, la Corte de Apelaciones anuló la sentencia alegando defectos de procedimiento y ordenó repetir el juicio.
Obdulio Villanueva murió decapitado en febrero de 2003 tras un sangriento y confuso motín de presos comunes en el penal de la Ciudad de Guatemala en que se hallaba recluido, un día después de que la Corte Suprema de Justicia (CSJ) rechazara el auto de anulación de la Corte de Apelaciones.

### Quiebra de los bancos gemelos
En 2000, con el inicio del gobierno del F.R.G. empezó a mencionarse en Guatemala el nombre de Francisco José Alvarado MacDonald, conocido también como don Paco, o “El Ingeniero”, quien era un empresario y banquero y que, de acuerdo a informaciones de la época, fue el principal financista de la campaña presidencial de Portillo. Sus principales empresas eran dos bancos: el Banco Metropolitano y el Banco Promotor; los bancos gemelos, como también se les llamaba. Cuando Portillo ganó la presidencia, Alvarado MacDonald le dio en préstamo una amplia casa en una zona lujosa de la capital guatemalteca. Según informó la prensa en esa oportunidad, antes de ganar la Presidencia, Portillo había sido el asesor que manejaba las relaciones públicas, institucionales y políticas de las múltiples empresas de Alvarado MacDonald, especialmente las de los bancos gemelos.
Según se supo en la prensa, a principios de los 90, el banquero conoció al expresidente Portillo y desde entonces cultivaron una entrañable amistad; en 1995, Alvarado gastó más de tres millones de dólares en la campaña presidencial de Portillo, según reportes extraoficiales. En enero de 2001, Portillo ordenó a la Junta Monetaria que le inyectase ciento diez millones de dólares a los bancos gemelos para que no se desencajaran; pero el 1.° de marzo de 2001, la Junta Monetaria ordenó la intervención de los bancos gemelos, por irregularidades administrativas. El Estado inyectó más de doscientos millones de dólares a los bancos para garantizar los ahorros de los cuentahabientes; meses después, el Banco de Guatemala reconoció que ese dinero, prácticamente, estaba perdido.

### Jornada del «Jueves Negro»
El 6 de junio de 2003 el Registro de Ciudadanos rechazó inscribir la candidatura de Ríos Montt, negativa que fue sostenida por sendos pronunciamientos del Tribunal Supremo Electoral (TSE), el 16 de junio, y de la CSJ, el 5 de julio. La Constitución de Guatemala en su artículo 187 indica que no pueden optar a la presidencia de la República ni «el caudillo ni los jefes de un golpe de Estado, revolución armada o movimiento similar, que haya alterado el orden constitucional, ni quienes como consecuencia de tales hechos asuman la Jefatura de Gobierno»; como el general Rios Montt había sido designado como jefe de estado por los militares que dieron el golpe de estado del 23 de marzo de 1982, quedaba constitucionalmente imposibilitado de acceder a la presidencia. Entonces, el damnificado reclamó ante la Corte de Constitucionalidad -CC-, suprema magistratura judicial del país, la cual resolvió a su favor el 14 de julio revocando el fallo de la  Corte Suprema y ordenando el registro de la postulación, basándose en el argumento de que el golpe de estado de 1982 no había roto el orden constitucional, porque el mismo ya estaba roto desde que los gobiernos de Kjell Eugenio Laugerud García y Fernando Romeo Lucas García habían triunfado en las urnas por medio de flagrantes fraudes electorales.
El 18 de julio el partido opositor Unidad Nacional de la Esperanza (UNE) solicitó amparo a la CSJ en contra del fallo de la CC, a lo que aquella accedió dos días después, dejando la candidatura en suspenso. El 21 de julio, Ríos Montt, irritado, advirtió de posibles «actos de violencia» si la CSJ no le dejaba presentarse a las elecciones al tiempo que elevaba un recurso de queja a la CC.
El 24 de julio por la madrugada, simpatizantes del FRG ocuparon calles de las zonas 9 y 10, que son las áreas donde tenían sus oficinas los principales comerciantes e industriales guatemaltecos en la Ciudad de Guatemala. Con pasamontañas, al estilo zapatista, y algunos vistiendo playeras con grabados del Ché Guevara, lanzaron consignas contra las élites del país y cercaron edificios de conocidos industriales guatemaltecos -hubo incluso un grupo de manifestantes que se dirigió al edificio del Banco Reformador, en la zona 10 de la Ciudad de Guatemala, en donde tiene su sede el grupo de la familia Gutiérrez, quienes tuvieron que abandonar el lugar en helicóptero-. Los manifestantes fueron hostiles con los periodistas y exigieron la inscripción de la candidatura presidencial del general Ríos Montt; treinta y seis horas después abandonaron la ciudad sin que interviniera la policía para frenar los disturbios.
Los disturbios se agravaron por la pasividad manifiesta de la Policía Nacional Civil.[cita requerida] A las ocho horas de iniciados los disturbios, el presidente Portillo en comunicado nacional aseguró que bajo su gobierno ninguna protesta había sido reprimida, fuese de campesinos, sindicalistas, maestros o partidos, pero ofreció sacar al ejército para controlar disturbios. Como los soldados en las calles fueron pocos y operaron solo en zonas periféricas, el presidente fue acusado de violar la ley. Al final, los disturbios fueron controlados tres horas después del segundo día de los acontecimientos.
Las reacciones de condena y de alerta ante lo que sucedía en Guatemala se extendieron afuera de Guatemala y fueron asumidas por el Gobierno de Estados Unidos, la ONU, la OEA y la Unión Europea; pero Ríos Montt obtuvo lo que quería: el 30 de julio, tras presentar un nuevo recurso de ampliación y aclaración, obtuvo de la Corte de Constitucionalidad la autorización de proceder sin demora a inscribir la candidatura.
Estas violentas protestas en la Ciudad de Guatemala, se conocieron posteriormente como «Jueves Negro» y «Viernes de Luto»; curiosamente, esta vez se interrumpió súbitamente la tradición de rechazo de la sociedad civil a que los gobernantes guatemaltecos acudieran al ejército para controlar desórdenes sociales. Muchos sectores de la sociedad criticaron a la policía por no reprimir la manifestación, no obstante que el desafío del FRG al orden público no cobró víctimas directas, ya que el único fallecimiento reportado fue el del reportero de Notisiete y Radio Cadena Sonora Héctor Ramírez, quien murió de un paro cardíaco mientras cubría los hechos.
Investigaciones posteriores habrían comnprobado que entre los líderes de los disturbios estaban:[cita requerida]
- Juan Santa Santa Cruz -Diputado del FRG-
- Julio Morales -candidato diputado por el FRG
- Ingrid Argueta Sosa -sobrina de Ríos Montt-
- Jorge Arévalo -diputado FRG-
- Leopoldo Cruz -diputado FRG-
- Carlos Hernández -hijo del diputado del FRG Carlos Herhnández Rubio
- Waleska Sánchez -secretaria de Zury Ríos, la hija del general Ríos Montt
- Marco Antonio Polanco Paz.[cita requerida]

### Disolución del Estado Mayor Presidencial
Portillo terminó su presidencia reconociendo en público que se le habían quedado varios proyectos en el tintero y que atravesaba momentos «muy difíciles»; mientras que la prensa desafecta a su régimen lo acusaba de «anarquía», «incapacidad» y «desgobierno». Sin embargo, en la recta final de su mandato, Portillo acometió a toda prisa una de las tareas pendientes: la disolución del EMP: el 24 de septiembre de 2003 el Congreso aprobó una ley que abolía el Estado Mayor Presidencial -EMP- y transfería sus funciones oficiales a la Secretaría de Asuntos Sociales -SAAS-, y el 29 de octubre Portillo presidió la ceremonia de la disolución formal del cuerpo y la baja de sus quinientos integrantes.

### Persecución de funcionarios de su gobierno
Al nomás inaugurarse la administración del presidente Oscar Berger Perdomo, ésta persiguió a la plana mayor del gobierno de Alfonso Portillo de manera implacable, señalada de haber promovido actos corruptos; el mismo expresidente Portillo, tras perder su inmunidad como diputado del Parlamento Centroamericano, escapó de Guatemala y se refugió en México. El ex vicepresidente Juan Francisco Reyes pasó varios meses en la cárcel sindicado de intencionalidad de fraude contra el Estado y el exministro de Finanzas Públicas, Eduardo Weymann, fue encarcelado por firmar –cuando ya no era funcionario- unas actas que sustentaban una supuesta reunión de la Superintendencia de Administración Tributaria en la cual se habría decidido la transferencia de unos 30 millones de quetzales que fueron robados del erario. A la vez ocurrió una depuración de los órganos contralores del Estado: el fiscal general, Carlos de León, fue separado del cargo; el contralor general de Cuentas, Óscar Dubón Palma, fue capturado en Nicaragua tras un fallido escape y luego recibió condena por desviar fondos públicos para financiar las campañas de políticos opositores y, tras meses de permanecer escondido, el superintendente de Administración Tributaria, Marco Tulio Abadío, fue capturado y permanece en prisión a la espera del juicio público.
A Portillo se le acusó de peculado y de acuerdo con el tratado de extradición firmado con México y el 7 de octubre de 2008, por medio de un avión de la P.G.R. mexicana, Alfonso Portillo fue enviado de regresó a Guatemala, para ser juzgado por los tribunales de justicia. La CICIG (Comisión Internacional contra la Impunidad en Guatemala) estuvo adherida al proceso en su contra; la CICIG ha sido respaldada por la Corte de Constitucionalidad, máximo tribunal constitucional Guatemalteco, para que sea querellante adhesivo en el caso en su contra por el desfalco de 120 millones de quetzales al erario, ya que las pruebas poco fehacientes que presentaron en su contra, demostraron su inocencia en las cortes de los cargos que le imputaban. El 10 de mayo de 2004, Francisco Alvarado MacDonald se presentó al juzgado donde se ventila una de las denuncias en su contra. Tras ser indagado, se le dejó en prisión, con una fianza de ciento veintemil dólares; Alvarado MacDonald ingresó a la prisión donde ya estaban varios exfuncionarios del Gobierno eferregista, entre ellos, Eduardo Weymann, Byron Barrientos y Carlos Wohllers.

## Gobierno de Óscar Berger Perdomo (2004-2008)

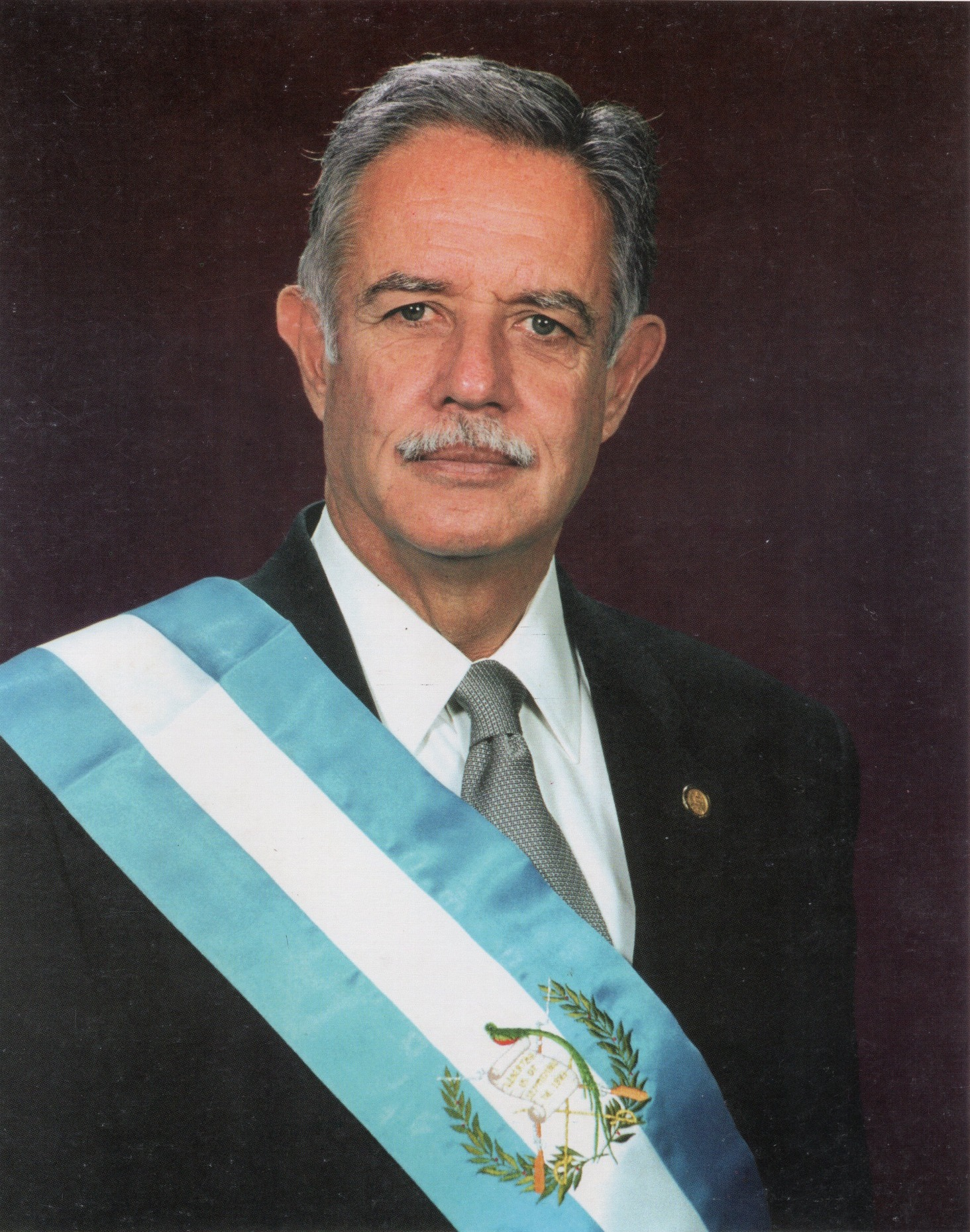
Licenciado Óscar Berger Perdomo, presidente de Guatemala de 2004 a 2008.

En 2004 tomó el cargo Óscar Berger Perdomo. El país se ve sumido en pobreza, corrupción y crimen sin medida denunciado por la O.N.U. Se inicia la ampliación del Aeropuerto La Aurora, que alcanza por primera vez certificación A; se remodelan los aeropuertos Mundo Maya (Internacional), San José (Internacional, como alterno de La Aurora), Quetzaltenango, Puerto Barrios, Coatepeque y Huehuetenango. Se revitaliza buena parte de la infraestructura vial, incluyendo la ampliación de la CA-9 en su primera fase (colaboración del gobierno de Taiwán), carretera a Antigua Guatemala; se inicia la ampliación de la carretera de los Altos, la ampliación de la carretera a El Salvador desde el cruce a Santa Elena Barillas hasta Barberena; recapeo de la ruta al Atlántico.

### Persecución de funcionarios portillistas
La persecución que hizo su gobierno al recién instituirse, levantó una alta expectativa según la cual el gobierno desmantelaría la estructura corrupta del Estado pero como esa reforma no se emprendió, al cabo de pocos meses el nivel de aceptación del mandatario entre el público se desplomó.

### Huracán Stan
El huracán Stan, azotó Guatemala como huracán de categoría I en los primeros días de octubre de 2005 y causó daños y pérdidas al país por unos mil millones de dólares, según un estudio de la Comisión Económica para América Latina y el Caribe (CEPAL). De acuerdo al informe, el huracán afectó directamente a catorce de los veintidós departamentos de Guatemala; además, provocó seiscientos setenta muertos, ochocientos cincuenta desaparecidos y tres millones y medio de damnificados.
El gobierno reaccionó después del impacto del fenómeno por el territorio nacional; el impacto del huracán se localizó en casi toda la franja costera donde se registraron grandes inundaciones provocadas por el desbordamiento de más de quince ríos, y los deslaves en regiones del altiplano, que arrasaron a comunidades completas. Entre los días 1 y 9 de octubre de 2005, la tormenta penetró en Guatemala; en algunos días y en algunas regiones del país, las lluvias fueron torrenciales. En otros lugares las lluvias fueron menos intensas pero continuas. Las fuentes de prensa y la Comisión Nacional de Reducción de Desastres -CONRED- indicaron que fueron catorce los departamentos afectados por el paso de la tormenta tropical. El fenómeno natural apenas logró sostenerse como huracán categoría uno por algunas horas del primer o segundo día, de su ingreso al país; a pesar de ello, el mismo provocó una serie de estragos que resultaron en una emergencia nacional.
Las lluvias continuas pusieron al descubierto el desastre medioambiental de Guatemala: las deforestadas montañas no soportaron los bolsones agua y humedad que en esos días se formaron provocando derrumbes y deslaves. La mayoría de los ríos que brotan en las depredadas montañas de la bocacosta, con sus cuencas casi sin vegetación y la pérdida de profundidad en sus causes, provocó que se desbordaran e inundaran amplias regiones cultivadas y decenas de comunidades rurales y cabeceras municipales en la franja costera del país. En la altiplanicie central y occidental, capas y pliegues de cerros y volcanes se derrumbaron destruyendo cientos de viviendas y la tragedia humana. De la parte alta de la cuenca del lago de Atitlán, los deslaves fueron continuos, arrastrando lodo, piedras, rocas y arena. El lago, que normalmente recibe las aguas negras de doce cabeceras municipales, fue inundado con un gran volumen de desechos que flotaron durante varios días.
Los deslaves e inundaciones provocaron el colapso de las comunicaciones terrestres, aéreas y de telefonías, en un período que osciló de tres a cuatro días, en más de la mitad del país. Según las cifras del gobierno, se destruyeron quince puentes, un tercio de la red asfaltada y la mitad de caminos de terracería. UNICEF informó que mil dosciendos niños y niñas quedaron huérfanos. 
En los cantones de Panabaj y Tzanchaj de Santiago Atitlán quedaron sepultados más de mil cien personas por el deslave de un bolsón del volcán Tolimán. En el occidental departamento de San Marcos, en los municipios de San Pedro Sacatepéquez y Tacaná, sufrieron las mayores pérdidas humanas.
El Ministerio de Agricultura reportó severos daños en las cosechas de maíz, frijol, ajonjolí, tomate, cebolla, chile pimiento, papa y sandía. Las fuentes oficiales aseguran que las pérdidas superan los 3 mil millones de Quetzales, de las cuales, 234 millones corresponde solo al cultivo del café dañado en un diez por ciento, cifras estimadas hasta mediados de octubre.
Los daños fueron clasificados así:
| Sector           | Subsectores                                           | Daños millones dólares |
| ---------------- | ----------------------------------------------------- | ---------------------- |
| Social           | Salud, educación y vivienda                           | 60                     |
| Productivo       | Agricultura, ganadería, comercio, industria y turismo | 200                    |
| Infraestructuras | Pública y privada                                     | 200                    |
| Ecológico        | Medio ambiente y al patrimonio cultural               | 125                    |

Tras la tormenta Stan el Gobierno comisionó al gerente de la presidencia Roberto González Díaz-Durán para coordinar el programa de reconstrucción, quien fue muy criticado por la falta de resultados, sobre todo cuando en 2010 la tormenta Agatha provocó un desastre similar al de 2005.

### El robo del siglo
El jueves 7 de septiembre de 2006 tres asaltantes, que lograron ingresar al área internacional del Aeropuerto La Aurora, robaron ocho millones de dólares sin hacer un solo disparo; el robo podría ser el más cuantioso ocurrido en Guatemala dijo el entonces ministro de Gobernación, Carlos Vielman. El dinero pertenecía a distintos bancos privados del sistema e iba a ser trasladado a la Reserva Federal de Estados Unidos.
El asalto al camión blindado ocurrió en el área internacional, por lo que los custodios del dinero no iban armados, puesto que las armas de fuego son prohibidas en la pista. Los asaltantes iban en un vehículo con palangana que simuló pertenecer al aeropuerto, y amarraron a los trabajadores que transportaban el dinero en un carrito del aeropuerto hacia el avión que haría el traslado. En un principio se había anunciado la muerte de una persona, pero horas más tarde fue desmentido; el asalto fue perpetrado en la rampa número siete del aeropuerto y ocurrió a las 7:30 horas local; los ladrones escaparon en un vehículo supuestamente propiedad de la Dirección General de Aeronáutica Civil de Guatemala. Decenas de agentes de la PNC y del Ministerio Público tomaron el aeropuerto; los vuelos fueron suspendidos temporalmente, y no se permitía la entrada ni salida de ninguna persona.
El 5 de octubre, en una conferencia de prensa, el asesor de investigaciones del ministerio de Gobernación, Víctor Rivera —quien luego estaría involucrado en el Caso PARLACEN y asesinado—, dijo que habían identificado a quince supuestos participantes del atraco, que ya se conocía como el «robo del siglo»; la policía había localizado a los sospechosos tras realizar allanamientos en la Ciudad de Guatemala. A pesar de haber realizado esas pesquisas, las autoridades se contradijeron en cuanto a haber encontrado dinero: mientras que el ministro de gobernación Carlos Vielman dijo que no se había encontrado dinero, el jefe de la policía, Erwin Sperisen había dicho que sí se había localizado. En noviembre de 2006, se reportó que dos de los seis guatemaltecos buscados por treinta y ocho robos a residencias salvadoreñas estaban implicados en el robo de 8.6 millones de dólares en el Aeropuerto La Aurora: Miguel Arturo Albizures Pineda y German Trujillo Ramírez.  Albizures Pineda fue visto reunido en la casa donde, según autoridades guatemaltecas, tuvieron el dinero los tres días siguientes al del asalto al blindado que lo transportaba, mientras que Trujillo Ramírez, el que supuestamente proporcionó los lujosos autos en que se introdujeron al aeropuerto, ya estaba detenido en el penal de Mariona en El Salvador desde el 18 de septiembre, once días después del atraco en La Aurora, ingresado por robo agravado. Según investigaciones salvadoreñas, los guatemaltecos buscados eran los responsables de cometer el 60% de los asaltos residenciales.
El Ministerio Público logró probar que parte del dinero que fue sustraído en el robo llegó a cuentas bancarias personales del coronel Francisco Estuardo Arana Barrios, quien confesó haber dirigido el robo, y fue sentenciado a quince años de prisión por el Tribunal Noveno de Sentencia Penal, al encontrarlo culpable de robo agravado.  En 2012, Francisco Estuardo Arana Barrera señaló como organizadores del hecho al entonces jefe del Departamento de Investigación Criminal —DIC—, Víctor Soto Diéguez, y el entonces jefe de la subestación policial de Villa Hermosa, Manfredo Ruano, quienes por trasladar las bolsas del museo del Niño —situado a la orilla de la pista del aeropuerto en la zona 13 de la Ciudad de Guatemala— hacia Petapa le habrían ofrecido trescientos mil dólares; además, indicó que tuvieron el apoyo de la Policía, y que en una reunión vio a Javier Figueroa y a Erwin Sperisen, subdirector y director general de la PNC, respectivamente, y a los hermanos Henry y José Luis Benítez —quienes participaron como asesores civiles en operaciones como la Pavo Real en Pavón y murieron asesinados en la Ciudad de Guatemala poco después. Arana aseguró que el traslado del dinero se hizo en al menos doce vehículos sin que la policía los molestara. Dos de los implicados —Hugo Federico Jordán, cómplice de Arana, y Ruano aparecieron muertos en octubre de 2006 ante lo que Arana dijo en 2012: «tengo tres años de no dormir, tengo tres años de pensar cuándo me van a ejecutar, porque la verdad creo que no me mataron, pues ellos necesitaban poner a alguien de autor intelectual o a un chivo expiatorio para que pague.»
En 2013 Arana fue condenado a otros quince años de prisión inconmutable cuando no pudo reintegrar el dinero robado y el Tribunal Segundo de Sentencia Penal lo sentenció por haber cometido el delito de lavado de dinero; su esposa, Ingrid Folgar, fue sentenciada a 17 años de prisión por el mismo caso. Sin embargo, en la madrugada del 27 de febrero de 2016, Arana apareció ahorcado en su celda.

### Quiebra del Banco del Café
En forma similar a lo que ocurrió durante el gobierno de Alfonso Portillo, el principal financista de la campaña presidencial del presidente Berger, Manuel Eduardo González Castillo, fue eliminado del escenario político guatemalteco mediante la quiebra de su entidad financiera: el Banco del Café -BANCAFE-. En septiembre de 2006, Eduardo González renunció de su puesto como Secretario Ejecutivo de la presidencia, para dedicarse a su campaña política como candidato del partido oficial; sin embargo, la Junta Monetaria -dirigida entonces por Willy Zapata- giró la orden de suspensión del Banco a la medianoche del 20 de octubre de 2006 aduciendo que el mismo no atendió varias recomendaciones y que violó algunas leyes del sistema bancario. La noticia fue una gran sorpresa para la población guatemalteca porque la entidad financiera no tenía síntomas de estar en quiebra, era el cuarto banco más grande del país, contaba con más de un millón de cuenta-habientes y González aparentemente tenía numerosos amigos en el gobierno, del cual fue secretario general y pre-candidato presidencial. Tras la quiebra del Banco del Café último trimestre de 2006 fue crítico en las finanzas guatemaltecas cuando millones de personas no pudieron disponer de dinero en efectivo en todo el sistema bancario nacional en diciembre de 2006.
Ahora bien, el origen de la quiebra del Banco fue la pérdida de grandes sumas de dinero que sus empresas off shore -plazas extranjeras- colocaron en el riesgoso mercado financiero internacional. Pese a existir un Fondo de Protección al Ahorrante – FOPA-, el gobierno guatemalteco tuvo que recurrir a fondos del mismo presupuesto nacional, con lo que se socialiaron las pérdidas de la entidad privada. El Banco Mundial hizo un préstamo de ciento cincuenta millones de dólares para la re capitalización del FOPA en su afán de garantizar la recuperación de los recursos perdidos en el Bancafe -que ascendieron a Q.1600 millones) mientras que los representantes legales y directivos del banco huyeron o interpusieron recursos de amparo para evitar penas de prisión.
La secuencia de eventos financieros que llevó a la quiebra del Banco del Café es la siguiente:
| Fecha                 | Entidad                                                                                           | Evento | Lugar              |
| --------------------- | ------------------------------------------------------------------------------------------------- | --- | ------------------ |
| 1998                  | Bancafé International Bank –BIB- Vipasa International Investment Corporation                      | Perdieron fuertes sumas de dinero que tenían invertido en bonos del gobierno ruso, luego de que este anunciara la suspensión de pagos. | Barbados           |
| octubre de 2005       | Bancafe International Bank –BIB-                                                                  | Pierde otros doscientos ocho millones de dólares que tenía invertidos en la norteamericana Refco Capital Markets, luego de que esta financiera se acogiera a la ley de bancarrota de los EE. UU.. | Barbados           |
| enero de 2006         | Bancafé International Bank –BIB- Vipasa International Investment Corporation Banco del Café, S.A. | A partir de inicios del 2006, las off shore BIB y VIPASA, adquieren del Banco del Café S.A. un total de fondos por Q.351.7 millones, los que se destinan para cancelar depósitos e intereses de sus inversionistas en las plazas extranjeras. | Barbados Guatemala |
| enero de 2006         | Banco del Café, S.A. Superintendencia de Bancos                                                   | La superintendencia de bancos descubre que Bancafé ha girado recursos financieros por encima del 15% del total de sus activos, lo que hace establecer un plan de regularización a septiembre de 2006, el cual al final no se cumple. | Guatemala          |
| 19 de octubre de 2006 | Junta Monetaria                                                                                   | La Junta Monetaria anuncia la suspensión de las operaciones del Banco del Café argumentando que la decisión se basaba en el incumplimiento de la Ley de Bancos y Grupos Financieros. Los tipos de operación que se vieron afectados fueron: - Disponibilidad de fondos en cuentas monetarias y de ahorro - Disponibilidad de fondos en cuentas a plazo fijo y en dólares - Disponibilidad de fondos de pensiones - Pago de remesas - Pago de cheques - Utilización de tarjetas de crédito - Préstamos | Guatemala          |
| 22 de octubre de 2006 | Junta de Exclusión de Activos y Pasivos Superintendencia de Bancos                                | Se detallan los procedimientos para la liquidación del banco y el reintegro de los depósitos a los cuenta habientes. | Guatemala          |
| noviembre de 2006     | Superintendencia de Bancos                                                                        | Anuncian a los bancos seleccionados para liquidar y trasladar los activos del Bancafé: - Banrural - Agromercantil - Reformador. En conjunto se repartieron más de un millón de cuenta habientes, ciento sesenta y cuatro agencias y casi mil millones de dólares en concepto de depósitos. | Guatemala          |
| diciembre de 2006     | Bancos del sistema                                                                                | Escasez de efectivo circulante en todo el país. Inicialmente empezó con la no disposición de dinero en los cajeros automáticos, luego el problema se generalizó en todos los bancos del país. Las autoridades del Banco de Guatemala desmintieron que el fenómeno fuera problema de insuficiente disponibilidad de dinero, sino más bien que todo respondía a una demanda mayor de circulante como efecto del crecimiento de la economía como por el deterioro acelerado que habían sufrido billetes que fueron sacados de circulación; pero los cuales no habían podido ser repuestos por el retraso en la entrega de un nuevo pedido por Q 8700 millones. En efecto, demanda de circulante existió y como nunca antes visto; pero no se debió al crecimiento económico, sino al retiro masivo que hicieron miles de personas temiendo perder su dinero, pero también por la retención premeditada que hicieron los bancos con el objetivo de mantener el control ante una fuga masiva de capitales. | Guatemala          |

### Toma de la cárcel Pavón
El domingo 24 de septiembre de 2006, el periódico guatemalteco Prensa Libre publicó el artículo titulado «La mafia controla Pavón», un reportaje acerca de la cultura organizacional de esa granja modelo de rehabilitación, localizada a 17.5 kilómetros de Ciudad de Guatemala. Dicho artículo, concluía que el crimen organizado se había apoderado de esta cárcel, porque el Estado la dejó en manos de los reos desde hacía más de 10 años. De acuerdo al informe, las autoridades del penal solo controlaban el área administrativa, los setenta agentes penitenciarios resguardaban únicamente los alrededores y existía un guardia para cada 25 reclusos. Se reportaba que dentro de las instalaciones, el Comité de Orden y Disciplina -COD- efectuaba requisas antojadizas y ejercía el control del plantel.
Por medio de entrevistas con reclusos y de fotografías Prensa Libre había establecido que el COD, presidido por Luis Alfonso Zepeda González -reo condenado por asesinato- controlaba ese penal y que tenía ingresos de seiscintos mil quetzales mensuales, ante el silencio de las autoridades. De acuerdo al reportaje, Zepeda y su grupo era resguardados por un ejército de hombres armados con pistolas, machetes y palos; se indicó que las alianzas del presidente del COD con secuestradores, extorsionistas, sicarios y narcotraficantes le permitían participar en negocios ilícitos y participar de las ganancias.
Al día siguiente, las fuerzas de seguridad comandas por el ministro de Gobernación, Carlos Vielman, el jefe de la policía, Edwin Sperissen, el ex subjefe de ese cuerpo, Víctor Figueroa y el director de presidios Carlos Giamattei, tomaron las instalaciones del penal, tras lo cual resultaron muertos siete reclusos de los mil seiscientos cincuenta y un reos que vivían en la prisión. Para tal operación se utilizaron tres mil ochenta y seis elementos del Ejército, de la Policía Nacional Civil, guardias del sistema penitenciario, y de cuerpos especiales. El plan fue ideado por Alejandro Giammattei, Director del Sistema Penitenciario y Carlos Vielman, Ministro de Gobernación; se llamó «Operación Pavo Real» y su misión habría sido retomar el control del penal por parte del gobierno, del sistema penitenciario. De los siete reos que murieron, únicamente Zepeda pertenecía a COD; Javier Figueroa, subdirector de Investigación Criminal de la Policía Nacional Civil (PNC), en ese momento explicó que los siete hombres murieron en medio del fuego cruzado, luego de que se les había hecho un llamado para que se entregaran y que no aceptaron.
Sin embargo, unos meses después la Procuraduría de los Derechos Humanos denunció que el operativo habría sido utilizado para ejecutar extrajudicialmente a siete prisioneros y que incluso hubo presencia de civiles -los hermanos Henry Danilo y José Luis Benítez Barrios- entre los que participaron en este operativo; los hermanos Benítez Barrios fueron contratados por la Policía como asesores hasta en octubre de 2006, lo que indicó que participaron por su cuenta en la toma de Pavón, y con el respaldo de las autoridades.

### Comisión Internacional contra la Impunidad en Guatemala (CICIG)
El 12 de diciembre de 2006, las Naciones Unidas y el Gobierno de Guatemala firmaron el Acuerdo relativo a la creación de una Comisión Internacional contra la Impunidad en Guatemala (CICIG), el cual, tras la aprobación de la Corte de Constitucionalidad en mayo de 2007, fue ratificado posteriormente por el Congreso de la República el 1.° de agosto de 2007. Surgió así la CICIG como un órgano independiente de carácter internacional, cuya finalidad es apoyar al Ministerio Público, la Policía Nacional Civil y a otras instituciones del Estado tanto en la investigación de los delitos cometidos por integrantes de los cuerpos ilegales de seguridad y aparatos clandestinos de seguridad, como en general en las acciones que tiendan al desmantelamiento de estos grupos.
El mandato de la CICIG está compuesto de tres objetivos principales:
1. Investigar la existencia de cuerpos ilegales de seguridad y aparatos clandestinos de seguridad que cometen delitos que afectan a los derechos humanos fundamentales de los ciudadanos de Guatemala, e identificar las estructuras de estos grupos ilegales (incluyendo sus vínculos con funcionarios del Estado), actividades, modalidades de operación y fuentes de financiación.
2. Colaborar con el Estado en la desarticulación de los aparatos clandestinos de seguridad y cuerpos ilegales de seguridad y promover la investigación, persecución penal y sanción de los delitos cometidos por sus integrantes.
3. Hacer recomendaciones al Estado de Guatemala para la adopción de políticas públicas destinadas a erradicar los aparatos clandestinos y cuerpos ilegales de seguridad y prevenir su reaparición.[39]

La CICIG fue facultada para asesorar técnicamente a los organismos estatales encargados de la investigación penal, particularmente al Ministerio Público y para actuar como querellante adhesivo de conformidad con el Código Procesal Penal. La Comisión también está facultada para hacer las denuncias administrativas contra los funcionarios públicos, y puede actuar como un tercero interesado en los procedimientos disciplinarios iniciados contra estos funcionarios.
La CICIG ha priorizado cinco grandes temas en la investigación y persecución penal. El primero es el contrabando y defraudación tributaria, que ponen en riesgo la legitimidad y la sostenibilidad financiera del Estado; el segundo es la corrupción en el sector público; el tercero es la financiación de los partidos políticos y de las campañas electorales; el cuarto es la corrupción judicial, alimentada por “una democracia con poderes públicos establecidos e instituciones de seguridad y justicia constituidas”. Y el último es el narcotráfico y lavado de activos. Desde que se instaló la Comisión en 2007, ha investigado y desarticulado varias estructuras que operaban bajo el manto de la impunidad en Guatemala:
| Año       | Caso                           | Delito                      | Descripción |
| --------- | ------------------------------ | --------------------------- | --- |
| 2006      | Pavón y PARLACEN               | Ejecuciones extrajudiciales | La CICIG imputó a exfuncionarios del gobierno de Óscar Berger Perdomo envueltos en la ejecución extrajudicial de reos en requisas de las cárceles Pavón y El Infiernito y en el asesinato de tres diputados salvadoreños del PARLACEN. |
| 2008-2009 | Alfonso Portillo               | Malversación                | Coadyuvó a enjuiciar al expresidente Alfonso Portillo y varios militares por el delito de malversación de fondos y corrupción. El exembajador de Taiwán, Andrew Wu, fue implicado en el hecho por la entrega de cheques al exmandatario. Portillo cumpliría una condena de prisión en Guatemala y luego en los Estados Unidos a donde fue extraditado, y en febrero de 2015 retornó a Guatemala.        |
| 2008-2012 | Adolfo Vivar                   | Defraudación                | Coadyuva en la captura y condena del entonces alcalde de la Antigua Guatemala, Adolfo Vivar, quien lideraba una banda que defraudó a la Municipalidad de al menos veintitrés millones de quetzales, en la contratación de servicios a empresas que no ejecutaron las obras. |
| 2009      | Caso Rosenberg                 | Homicidio                   | Colaboró en el descubrimiento de la planeación suicida de Rodrigo Rosenberg, para inculpar a Sandra Torres y al expresidente Álvaro Colom. El 15 de julio de 2010, nueve de los acusados fueron condenados de 10 a 12 años. |
| 2012      | Marlene Blanco Lapola          | Ejecuciones extrajudiciales | La Comisión ayudó a la captura de la exdirectora de la PNC, Marlene Blanco Lapola, acusada de ejecuciones extrajudiciales. |
| 2013      | Dirección General de Migración | Ingresos ilegales           | La CICIG actuó contra una estructura criminal que emitía pasaportes a extranjeros, permitía el ingreso de los viajeros al aeropuerto nacional sin dejar registro y proporcionaba vehículos a los ilegales, en contubernio con traficantes de personas. |
| 2014      | Los Mendoza                    | Narcotráfico                | La Comisión anunció la detención de Harold Mendoza, líder de una banda que vendía drogas y quien manejaba a un ejército privado para controlar el mercado de estupefacientes en Guatemala. |
| 2014      | Byron Lima                     | Corrupción                  | Desmanteló una red ilegal dirigida por el reo Byron Lima, exoficial del Ejército de Guatemala, quien cumplía condena por el asesinato del arzobispo Juan Gerardi. Lima y doce personas más fueron acusados de lavado de dinero, extorsión, venta de seguridad y de traslados de reos de una cárcel a otra.                                                                                              |
| 2015      | Banda La Línea                 | Defraudación                | La CICIG y el Ministerio público consignaron a 22 personas, miembros de la banda «La Línea», dedicada a defraudar al fisco por montos millonarios. Entre ellos se encontraban: Juan Carlos Monzón secretario privado de la vicepresidenta de Guatemala Roxana Baldetti, y los dos últimos titulares de la Superintendencia de Administración Tributaria de Guatemala (SAT), Carlos Muñoz y Omar Franco. |

### Caso PARLACEN
En febrero de 2007 fueron brutalmente asesinados tres diputados del Parlamento Centroamericano -PARLACEN-, quienes acababan de llegar a Guatemala procedentes de El Salvador. Por el hecho se capturó a cuatro policías guatemaltecos, quienes fueron enviados a la cárcel de máxima seguridad del país -El Boquerón- y a pesar de ello fueron asesinados dentro de la prisión. En ese momento, las autoridades guatemaltecas acusaron a pandilleros como los responsables del múltiple homicidio de los agentes; sin embargo, hubo presos que aseguraron que hubo una especie de operativo que incluyó vehículos, en los cuales los asesinos ingresaron al recinto y directamente se dirigieron a donde estaban recluidos los policías para darles muerte.
Según la versión de Gisele Rivera, ex investigadora de la CICIG quien trasladó información al periódico salvadoreño El Mundo, el motivo de los homicidios habría sido quedarse con el dinero que supuestamente era transportado en dos valijas por el diputado Pichinte, y un cargamento de 20 kilogramos de cocaína. En cambio, en el juicio que se siguió, la Fiscalía guatemalteca indicó que el móvil del crimen había sido una venganza del exdiputado Roberto Silva Pereira contra el partido A.R.E.N.A. de El Salvador, por haber promovido su desafuero en la Asamblea Legislativa cuando se le descubrió actos de corrupción y posible lavado de dinero. La versión de Rivera, quien había sido destituida por la CICIG en 2010 tras ser investigada por el Ministerio Público guatemalteco, señalaba como responsables de la planificación del crimen a las más altas esferas de seguridad pública guatemaltecas; para 2010, año en que se filtró el informe, la mayor parte de funcionarios involucrados en el caso estaban detenidos o muertos; y el exministro de gobernación, Carlos Vielman, el antiguo jefe de la policía de Guatemala, Edwin Sperissen, y el ex subjefe de ese cuerpo, Víctor Figueroa habían huido de Guatemala y se habían refugiado en España, Suiza y Austria, respectivamente. También estaba detenido el jefe de la Dirección de Investigaciones Criminales, Víctor Hugo Soto y uno de los asesores de Vielman, el venezolano Víctor Rivera, conocido como "Zacarías", había sido asesinado en abril de 2008.
Gisele Rivera habría desestimado la hipótesis que manejó la fiscalía guatemalteca, en la que se señalaba como principales responsables al exdiputado salvadoreño Silva Pereira y a un ex legislador guatemalteco, Manuel de Jesús Castillo, conocido como “Manolillo”; de acuerdo a Rivera, su informe habría sido desatendido por el entonces jefe de la CICIG, el español Carlos Castresana, lo que ocasionó su renuncia y posterior persecución. La ex investigadora de la CICIG dijo en una entrevista a un periódico guatemalteco, que Castresana había frenado también la divulgación de una investigación sobre las ejecuciones sumarias que habrían ocurrido durante la toma de la cárcel de Pavón, en 2006 y dijo que las autoridades de seguridad pública de Guatemala estaban involucradas en el crimen, añadiendo que el crimen de los diputados salvadoreños estaba vinculado también a las mismas personas. Sin embargo, para el momento en que Rivera hizo estas declaraciones, tenía orden de captura en Guatemala y estaba ya residiendo en Costa Rica.

## Gobierno de Álvaro Colom Caballeros (2008-2012)
En 2008 tomó el cargo Álvaro Colom Caballeros del partido político de centro izquierda Unidad Nacional de la Esperanza (UNE) tras ganarle a Otto Pérez Molina con una ventaja de 5.36%, según la cifras del tribunal electoral. Fue uno de los 2 candidatos en alcanzar la segunda vuelta de la elección presidencial de Guatemala el 9 de septiembre de 2007 junto al candidato del Partido Patriota, Otto Pérez Molina.

### Incursión de cárteles mexicanos en Guatemala
En marzo de 2008, la incursión de cárteles mexicanos en Guatemala se hizo evidente cuando once narcotraficantes murieron en la madrugada del 26 de marzo al parecer en una disputa por el control del territorio, según la hipótesis de la fiscalía. Entre los fallecidos estaba Juan José León Ardón, uno de los delincuentes más buscados por la policía guatemalteca y conocido como «Juancho León» o «Mister J»; además, las fuerzas de seguridad capturaron a seis hombres que participaron en la reyerta.
El ataque tuvo las características de los ajustes de cuentas entre este tipo de bandas criminales: armas de alto calibre, coches modernos dotados de blindaje y gran cilindrada para facilitar la huida, y un alto grado de crueldad en el asesinato de los rivales. Entre los capturados había mexicanos y guatemaltecos, todos acusados de pertenecer a la banda de Los Zetas.

### Prórrogas del mandato de la CICIG
Siguiendo el procedimiento estipulado en el artículo 14 del Acuerdo sobre el establecimiento de la CICIG, el 24 de marzo de 2009, el Ministro de Relaciones Exteriores de Guatemala solicitó, por medio de una carta personal dirigida al Secretario General de las Naciones Unidas, la prórroga del mandato de la CICIG por otros dos años. La prórroga fue confirmada el 15 de abril de 2009 cuando el Secretario General Ban Ki-moon envió una respuesta personal al Ministro de Relaciones Exteriores, por lo que, la CICIG siguió trabajando hasta el 4 de septiembre de 2011 para ayudar al Estado. El 23 de diciembre de 2010, se solicitó una segunda prórroga, la cual fue aprobada por el Secretario General de la ONUE el 13 de enero de 2011, prorrogando el mandato por un periodo hasta el 4 de septiembre de 2013.

### Captura de exmiembros del ministerio de Gobernación del gobierno de Berger
En agosto de 2010, cinco suboficiales de la Guardia Civil española y tres inspectores del Cuerpo Nacional de Policía españoles desarticularon en Guatemala la antigua cúpula de Gobernación, a quienes se acusó de asesinatos, secuestros y blanqueo de dinero. Guatemala había ordenado la busca internacional y captura e ingreso en prisión de, al menos, dieciocho altos funcionarios de la Policía Nacional Civil (PNC) y del exministro de Gobernación, Carlos Vielmann, el exdirector general de la PNC, Erwin Sperisen, al subjefe, Javier Figueroa, y al exjefe de la División de Investigación de la Policía Nacional, Soto Diéguez. Las pesquisas de los investigadores españoles apuntaban a la posibilidad de que alguno de los agentes guatemaltecos habría intervenido en la ejecución de cientos de personas. Por su parte, no se citó al expresidente Óscar Berger.
Las órdenes de captura fueron dictadas ahora por el Juzgado de Alto Riesgo guatemalteco tras más de dos años de trabajo de los oficiales españoles –entre los años 2008-2010–, a petición de la Comisión Internacional Contra la Impunidad en Guatemala -CICIG-.

### Caso Rosenberg
El licenciado Rodrigo Rosenberg fue asesinado a tiros el domingo 10 de mayo de 2009, mientras se ejercitaba en bicicleta cerca de su casa en la Ciudad de Guatemala. En un vídeo póstumo grabado por el abogado, afirmó que Álvaro Colom, Presidente de Guatemala, sería el responsable en caso de ser asesinado. «Si usted está viendo este mensaje», dice Rosenberg en el vídeo, «es porque fui asesinado por el presidente Álvaro Colom, con la ayuda de Gustavo Alejos», el secretario privado del presidente. Estas declaraciones desencadenaron una crisis institucional conocida en Guatemala como el Caso Rosenberg que inicialmente colocó al gobierno guatemalteco en una situación comprometida.
La polémica escaló en la mañana del martes 12 de mayo de 2009, cuando se vio el fiscal general y jefe del Ministerio Público Amílcar Velásquez, a cargo de la investigación, saliendo de la residencia privada del presidente Álvaro Colom. Tras su encuentro, las dos partes presentaron información contradictoria con respecto a sus motivaciones para una pronta reunión, que a su vez planteó mayor escepticismo entre los guatemaltecos al respecto de la imparcialidad de la Oficina del Fiscal. El mismo día, el Presidente Álvaro Colom apareció en la televisión nacional para rechazar todas las acusaciones y pidió que una comisión de las Naciones Unidas y del Federal Bureau of Investigations -FBI- de los Estados Unidos investigaran el caso. La siguiente entrevista del presidente fue con la cadena estadounidense CNN en Español, en la que Álvaro Colom afirmó que todo lo indicado en el vídeo creado por el fallecido Rodrigo Rosenberg era completamente falsos; el mismo día, los informes de la Comisión Internacional contra la Impunidad en Guatemala -CICIG- validaron la autenticidad del autor del vídeo, no así de las declaraciones vertidas en él las cuales tenían que ser investigadasa fondo. Al día siguiente, el 13 de mayo, el entonces embajador de los Estados Unidos en Guatemala, Stephen G. McFarland, afirmó que personal del FBI había llegado al país centroamericano para ayudar en la investigación.
El martes 12 de enero de 2010 , la Comisión Internacional contra la Impunidad en Guatemala, liderada entonces por el fiscal español Carlos Castresana, concluyó -basado en evidencia circunstancial-, que Rodrigo Rosenberg se había mandado a matar a sí mismo. A los nueve meses, el 22 de septiembre de 2010, varios miembros de la banda y familiares arrestados por haber participado en el asesinato de Rosenberg fueron también arrestados por haber participado en el asesinato de Khalil y Marjorie Musa, los clientes de Rodrigo Rosenberg, quienes habían sido asesinados tres semanas antes que la muerte del abogado.
Uno de los capturados fue Diego Moreno Botrán por el encubrimiento que hizo del asesinato de Rodrigo Rosenberg, quien habría actuado con Alejandra Moreno Botrán de Valdés, esposa de José Estuardo Valdés Paiz. El tercer hermano, José Manuel Moreno Botrán también fue señalado por la CICIG y fue director de Aeronáutica Civil durante el gobierno de Óscar Berger. De acuerdo con lo denunciado por Castresana, Diego Moreno Botrán, por medio de su hermano José Manuel, lograron que el Fiscal General electo en 2009, Conrado Reyes Sagastume, contratara como Jefe de Seguridad del Ministerio Público, al militar Juan Roberto Garrido, quien había sido jefe de Seguridad del aeropuerto La Aurora durante la gestión de Moreno Botrán y durante cuya administración ocurrieron estos tres hechos significativos:
- el robo de US$8.6 millones en el aeropuerto, y en el que se involucró a militares y altos funcionarios públicos
- se intensificó el tráfico de ilegales y el contrabando
- el asesinato del técnico de control de vuelo José Emmanuel Méndez Dardón, por la denuncias que hizo de los negocios ilícitos que ocurrían en la administración de Moreno.[57]

### Asesinato de Facundo Cabral
El cantante argentino Facundo Cabral se presentó en la Ciudad de Guatemala el martes 5 de julio de 2011 en el Expocenter del Grand Tikal Futura Hotel. El jueves 7 se presentó en el que sería su último concierto, en el Teatro Roma de la ciudad de Quetzaltenango, el cual cerró interpretando la canción No soy de aquí, ni soy de allá.
Fue asesinado el 9 de julio de 2011 alrededor de las 5:20 a. m., en Ciudad de Guatemala, víctima de un atentado aparentemente dirigido al empresario Henry Fariña el cual conducía al cantautor y a su representante al Aeropuerto Internacional La Aurora desde el hotel donde se hospedaba, para continuar en Nicaragua con su gira de presentaciones. El atentado fue perpetrado por varios sicarios que se dirigían en tres vehículos y armados con fusiles de asalto en el Bulevar Liberación de dicha ciudad, quedando únicamente herido el empresario y fallecido el cantautor.
En julio del 2012 fiscales nicaragüenses dijeron que Cabral fue asesinado por parte de una disputa entre Alejandro Jiménez González y Henry Fariñas, ambos miembros de la pandilla "Los Charros" aliada con La Familia Michoacana e involucrada en el lavado de dinero en cantidades de más de mil millones de dólares.

## Gobierno de Otto Pérez Molina (2012-2015)
El Partido Patriota de Guatemala, fundado un 13 de junio de 2002 por el general Otto Pérez Molina, la comunicadora Roxana Baldetti y el empresario Alejandro Sinibaldi y tuvo un meteórico ascenso al poder en 2004 cuando apoyó la candidatura de Óscar Berger Perdomo. A cambio del apoyo obtuvo cuatro oficinas: el Instituto Guatemalteco de Turismo, la Dirección General de Migraciones, la Dirección General de Aduanas y la Portuaria.
Al salir de su primera vez en el Ejecutivo logró llegar a la segunda vuelta electoral en 2007, pero perdió contra Álvaro Colom de la Unidad Nacional de la Esperanza. En esa oportunidad, Pérez Molina dijo al entonces embajador estadounidense James Derham el 18 de septiembre de 2007 que había recibido dinero de las cuatro familias más ricas del país y reconoció que había tenido una relación con uno de los hermanos Mendoza, una estructura de narcotráfico desmantelada por la CICIG y el MP a finales de 2014.
Después de una oposición populista que bloqueó cualquier iniciativa del gobierno de Colom, el Partido Patriota ganó la Presidencia en 2011. La propaganda publicitaria lo presentó como un partido de militares institucionales, que rescatarían la solidez del Estado. Al llegar al poder, el gobierno de Pérez Molina privatizó la Empresa Portuaria Quetzal en Escuintla el miércoles de la primera Semana Santa que pasaron como gobernantes. Después, Baldetti logró colocó a Claudia Méndez Asencio, como intendente de Aduanas en la SAT. Conforme avanzaba su gobierno, Pérez Molina intervino de facto la Superintendencia de Aplicación Tributaria -SAT- y colocó a militares en las aduanas, aduciendo que era para aumentar la recaudación y frenar el contrabando.
Posteriormente, el gobierno de Pérez Molina quiso privatizar la recaudación en las aduanas contratando a una empresa argentina, pero la oposición ciudadana los frenó.

### Masacre de la cumbre de Alaska (2012)
En octubre de 2012, miles de personas de los 48 Cantones de Totonicapán realizaban una gigantesca concentración en varios puntos de la carretera Interamericana. La Junta Directiva viajó el 4 de octubre a la Ciudad de Guatemala para presionar al gobierno del general retirado Otto Pérez Molina que interviniera en la conflictividad generada por la empresa transnacional ENERGUATE, las reformas a la carrera magisterial y las reformas constitucionales en ese momento impulsadas por el gobierno. Ese mismo día, en la cumbre de Alaska, las fuerzas de seguridad del estado mataron a seis personas de origen k'iche' e hirieron a más de cuarenta, cuando éstas formaban parte de la manifestación. El origen de los disparos no se aclaró y varios militares fueron aprehendidos y quedaron sujetos a proceso, pero el caso no avanzó.

### Caso de la Línea (2015)
El caso de «La Línea» fue un caso de corrupción en las aduanas de Guatemala que fue investigado por la CICIG en 2015. La investigación de la CICIG fue hecha pública el 16 de abril de 2015 e involucró a varios altos funcionarios del gobierno del general retirado Otto Pérez Molina, incluyendo el secretario privado de la vicepresidencia, Juan Carlos Monzón. Monzón se encontraba en Seúl, Corea, acompañando a la vicepresidente, Roxana Baldetti, a quien le fue conferido un doctorado honoris causa en esa ciudad, cuando se enteró de los cargos contra él y emprendió la fuga hacia España. Como ya ocurrió en la década de 2010 en otros países, se organizaron marchas multitudinarias por medio de las redes sociales, las cuales demostraron su repudio hacia el actual gobierno y hacia los partidos políticos del país, pero no se ha producido una propuesta que ataque frontalmente el sistema que ha permitido que el gobierno de turno se aproveche del erario nacional. El lento despertar de las protestas se explica porque en Guatemala aunque el 53% de la población esté por debajo de la línea de pobreza y existan agudos problemas -de ignorancia, racismo, machismo, corrupción, violencia desbocada, y sobre todo impunidad- que tengan a la población a punto de un estallido social, no hay quien organice dicho estallido en forma efectiva. Por otro lado, aunque no haya organización política que haga estallar todo el malestar acumulado, las élites tradicionales del país, preocupada la situación actual y considerando que el polvorín social podría estallar, organizaron una lucha frontal contra la corrupción de los funcionarios públicos y obligaron a éstos a extender la permanencia de la Comisión Internacional Contra la Impunidad en Guatemala, logrando que el malestar de la población se dirigiera hacia el gobierno y en especial hacia la vicepresidente, Roxana Baldetti Elías -quien fue obligada a renunciar a principios de mayo-, no así contra el sistema corrupto que ha funcionado en el país por décadas.
El sistema de defraudación aduanera se basa en un grupo de personas a quienes les resulta más barato utilizar los servicios de estructuras como La Línea que realizar los pagos legales que deberían hacerle al fisco por sus ganancias; la excusa de quienes utilizan estas estructuras para evadir al fisco es que los impuestos se los roban los políticos corruptos y por lo tanto, prefieren robárselos ellos a cambio de darles una parte al gobierno. Pero desfalcando al Estado han sumido en la pobreza al resto de la población debido a los empréstitos con intereses onerosos y las medidas de austeridad que el gobierno se ha visto obligado a emprender para cumplir con sus obligaciones por la falta de recaudación eficiente.
La crisis que se desató en Guatemala tras el descubrimiento de la estructura de contrabando se derivó de que el gobierno del Partido Patriota ha pasado por una constante crisis de recaudación fiscal desde 2012, caracterizada por el incumplimiento de las metas de recaudación acordadas entre la SAT y el gobierno. La recaudación en las aduanas bajó en 2013 de Q 15.8 millardos a Q 15.3 millardos, y se desaceleró en 2014; lo mismo sucedió con el Impuesto al Valor Agregado (IVA) sobre las importaciones. Las brechas fiscales en estos años ascienden a unos Q 7 mil millones, que han sido suplidos mediante la emisión de bonos del tesoro y la contratación de préstamos, incrementando la deuda pública. La crisis financiera llevó al gobierno a contemplar la creación de nuevos impuestos a la telefonía, cemento y actividades mineras para financiar el presupuesto 2015, de los cuales el primero fue suspendido provisionalmente por la Corte de Constitucionalidad.
Véase: Cronología del Caso de La Línea

### Caso IGSS-Pisa  y Negociantes de Salud

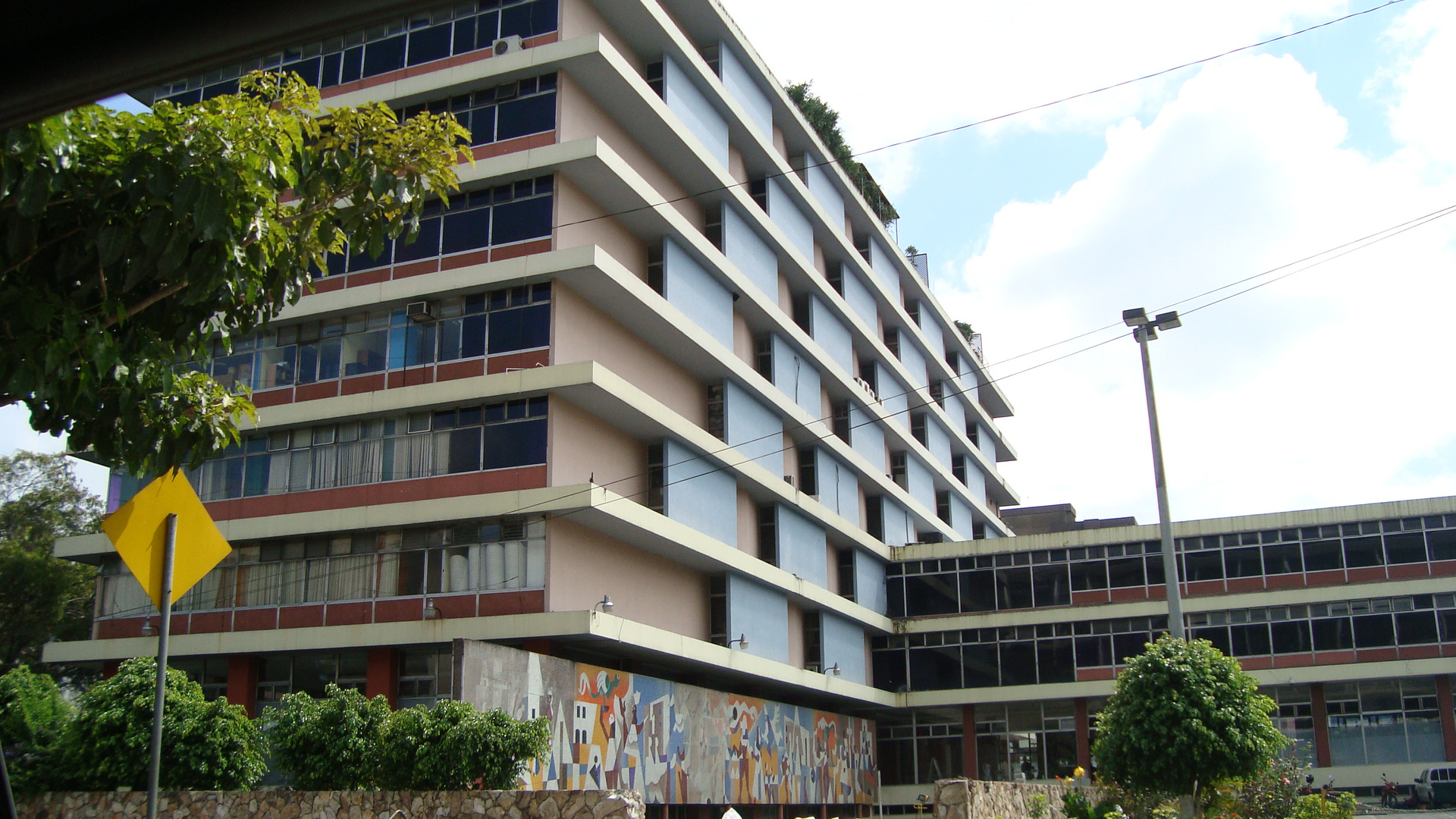
Oficinas centrales del Instituto Guatemalteco de Seguridad Social en el Centro Cívico de la Ciudad de Guatemala.

El 20 de mayo se descubrió el caso de corrupción de la junta directiva del Instituto Guatemalteco de Seguridad Social (IGSS) cuyos integrantes fueron capturados por supuestas anomalías en un contrato que el seguro social firmó con la empresa farmacéutica PISA, por medio de la cual se brindaron servicios a pacientes con enfermedades renales. En total hubo dieciséis capturas, entre ellas la del presidente de junta directiva del IGSS, Juan de Dios Rodríguez, quien fue detenido por fraude y quien fue secretario privado del presidente, Otto Pérez Molina; otro de los capturados fue Otto Molina Stalling, quien es hijo de la presidente de la Cámara Penal de la Corte Suprema de Justicia de Guatemala (CSJ), Blanca Stalling -que ya ha sido involucrada en las escuchas telefónicas del caso de La Línea. Molina Stalling fungía como subgerente financiero del IGSS en 2014, y fue detenido por asociación ilícita, cobro ilegal de comisiones y tráfico de influencias. Según la investigación, los detenidos se concertaron «con el ánimo de obtener beneficios económicos ilícitos a cambio de la adjudicación de un contrato millonario a la Empresa PISA, que no llenaba los requisitos, ni contaba con estructura básica para brindar el servicio a pacientes renales del Instituto Guatemalteco de Seguridad Social» y se habrían quedado con el quince por ciento del total del monto del contrato, el cual asciende a los ciento dieciséis millones de quetzales.

### Caso Redes
El Caso Redes es un caso de corrupción descubierto por el Ministerio Público y la Comisión Internacional contra la Impunidad en Guatemala el 9 de julio de 2015 y que involucró a las empresas energéticas Jaguar Energy y Zeta Gas y a exfuncionarios del gobierno del general retirado Pérez Molina. Entre estos últimos están Gustavo Martínez -exsecretario de la presidencia y yerno de Otto Pérez Molina- y Edwin Rodas, -ex viceministro de Energía y Minas-.
Gustavo Martínez, exsecretario general de la Presidencia y quien renunciara a principios de junio de 2015, fue señalado por el Ministerio Público (MP) y la Comisión Internacional contra la Impunidad en Guatemala, por su presunta implicación en un caso de tráfico de influencias que involucraba a la empresa Jaguar Energy; además, fue detenido César Augusto Medina Farfán, quien fungió como operador para beneficiar a la referida empresa y a Zeta Gas.

### Caso de Financiamiento Electoral Ilícito
Edgar Barquín, candidato vicepresidencial de LIDER y expresidente del Banco de Guatemala y la Junta Monetaria, su hermano Manuel y el también diputado de LIDER Jaime Martínez Lohayza, fueron acusados el 15 de abril de 2015 por la CICIG y el MP de integrar una organización criminal de lavado de dinero y otros activos que en los últimos siete u ocho años habría filtrado no menos de US$937 millones y financiado partidos políticos.  El comisionado Iván Velásquez Gómez señaló que toda la investigación, iniciada desde el segundo semestre del año pasado, está absolutamente documentada –incluso con escuchas telefónicas- que implicarían a los Barquín con uno de los principales involucrados en la banda, Francisco «Chico dólar» Morales Guerra, de Jutiapa. Ese mismo día se produjeron allanamientos domiciliares –que dieron por resultado 11 capturas- principalmente en Jutiapa, desde donde la organización criminal, dijo Velásquez, manejaba el entramado en especial disfrazado vía «remesas familiares». La CICIG logró documentar alrededor de seiscientas ochenta y seis transferencias al exterior, y que las mismas ascienden a más de treinta y tres millones de dólares (aproximadamente doscientos cincuenta y seis millones de quetzales). Las autoridades investigativas solicitaron que se retire el antejuicio a Edgar Barquín, y los diputados de LIDER Manuel Barquín y Jaime Martínez Lohayza, por considerar que se vieron beneficiados con dinero que habría provenido de Francisco Edgar Morales Guerra, alias «Chico dólar», quien fue capturado ese día en Jutiapa como supuesto líder de la estructura dedicada al lavado de dinero.

### Caso de contenedores en Puerto Quetzal
El 15 de abril de 2016, a casi un año de descubrir el Caso de La Línea —y un día después de que Juan Carlos Monzón fuera aceptado como colaborador eficaz en el caso— el Ministerio Público y la CICIG desbarataron otra estructura de corrupción que involucra a los exmandatarios Otto Pérez Molina y Roxana Baldetti: capturaron a más de diez personas por su supuesta implicación en el proceso anómalo de usufructo en la Empresa Portuaria Quetzal para favorecer a la empresa de capital español Transportes de Contenedores Quetzal (TCQ).
El expresdiente Pérez Molina había entregado en usufructo por 25 años un área de 348 mil 171 metros cuadrados del Puerto Quetzal a la firma TCQ, que a su vez es subsidiaria de la empresa española «Transporte de Contenedores» de Barcelona el día Miércoles Santo del 2013, un día en el que prácticamente nadie trabaja en el país.
De acuerdo a lo reportado por los entes investigadores, la exvicepresidenta Baldetti, el expresidente Pérez Molina y el exsecretario general de la Presidencia, Gustavo Martínez, y el exsecretario privado de la vicepresidencia, Juan Carlos Monzón, participaron activamente en que se otorgara este contrato desde el momento en que se inició el gobierno del Partido Patriota el 14 de enero de 2012; de hecho, el 24 de enero de 2012 el operador Guillermo Lozano recomendó a Pérez Molina nombrar a Allan Marroquín como interventor de la Empresa Portuaria Quetzal, y posteriormente, por recomendación de Baldetti se nombró a Julio Sandoval como subinterventor de la entidad, todo en preparación para llevar a cabo la negociación con TCQ, específicamente con su representante en Guatemala, el ciudadano español Juan José Suárez.
De acuerdo a lo reportado por el MP y la CICIG, habría habido una comisión para los gestores nacionales de treinta millones de dólares, y que entre los beneficiados por habría estado el expresidente y la exvicepresidenta; de hecho, cuando se vio que Lozano no avanzaba con la negociación nombraron a Juan Carlos Monzón para que la agilizara, cosa que logró.  Monzón se habría reunido con los representantes de TCQ por desacuerdos en el pago de la comisión, que Pérez Molina habría solicitado que fuera en efectivo y consiguió que se realizara en un plan de pagos hasta 2016.  También se informó que de la comisión se descontó el pago de soborno a sindicalistas y personas de la Procuraduría General de la Nación y de la Contraloría General de Cuentas.
La Fiscal General Thelma Aldana también anunció la interposición de un antejuicio en contra del magistrado de la Corte Suprema de Justicia, Douglas Charchal Ramos, quien presuntamente ayudó a Monzón a evitar un obstáculo jurídico de la empresa TCQ para obtener una licencia de construcción; a cambio, Charchal se habría reunido con Monzón para acordar su elección como magistrado de la Corte Suprema de Justicia. La Fiscal General también anunció la interposición de un antejuicio en contra del magistrado de la Corte Suprema de Justicia, Douglas Charchal Ramos, quien presuntamente ayudó a Monzón a evitar un obstáculo jurídico de la empresa TCQ para obtener una licencia de construcción.
Una vez establecida la concesión, Pérez Molina y Baldetti se habrían repartido US$8 millones cuatrocientos mil garantizados por la firma Group Maritim TCB. Terminal de Contenedores Quetzal (TCQ) habría trasladado US$12 millones iniciales por medio de empresas del guatemalteco Jonathan Cheves, moviendo fondos en varios países; de la inversión total de US$225 millones, la compañía habría abonado dos abonos de comisiones, pero un tercero de US$12 millones ya no se habría abonado porque estaba programado para después del 16 de abril de 2015, fecha en que se descubrió el Caso de La Línea.
Por otra parte, como los sindicalistas de Puerto Quetzal se oponían al contrato y amenazaban con medidas de hecho, el representante de TCQ, el ciudadano español Juan José Suárez, habría concertado con los representantes del gobierno para sobornar a los sindicalistas.  De acuerdo con el MP y la CICIG, estos habrían recibido US$5 millones en sobornos.

### Impacto económico de la crisis
Las políticas macroeconómicas de los gobiernos guatemaltecos hasta 2015 habían mantenido bajo control el nivel de precios y la inflación, basadas principalmente en las normas aplicadas con rigurosidad por el Banco de Guatemala (Banguat) que había incluso sido reconocido nacional e internacionalmente por los entes especializados en la materia. La política monetaria era suficientemente confiable, a tal punto que cuando los escándalos comenzaron a salir a luz en abril de 2015, se empezó a hablar de crisis política pero no económica.
Pero a partir de julio de 2015 la situación empezó a cambiar:  la confianza cayó a 28.68%, un nivel sumamente bajo que se había visto solamente en 2009 durante la Gran Recesión. La cifra 13.20% menor a la registrada en junio (33.04% ) y es menos de la mitad de la registrada en julio de 2014 (53.75%). Este indicador demuestra que en opinión del panel económico competente, la actividad de los actores económicos guatemaltecos no mejorará lo suficiente en los próximos seis meses. La CEPAL, por aparte, redujo la previsión de crecimiento a 3.5% para el país en 2015 debido al entorno político del país.
Asimismo, la situación política del país derivada del caso de La Línea y de los otros casos de corrupción investigados por la CICIG y el Ministerio Público -Caso Redes, Caso IGSS-Pisa, Caso Lavado y Política- ha dificultado las futuras negociaciones de préstamos que se tienen negociaciones con el Banco Mundial, Bando Interamericano de Desarrollo (BID) y el Banco Centroamericano de Integración Económica (BCIE) para 2016. La crisis ha provocado un lento avance en las negociaciones con los organismos de financiamiento, de por sí ya difíciles por el cambio de Gobierno que se producirá el 14 de enero de 2016, por la lenta implementación de un plan de acción en la Superintendencia de Administración Tributaria y por los señalamientos en contra de exfuncionarios por corrupción.

### Renuncia y captura de Otto Pérez Molina
El 21 de agosto de 2015 la Comisión Internacional Contra la Impunidad en Guatemala y el Ministerio Público giraron una orden de captura contra la exvicepresidente Roxana Baldetti y una solicitud de antejuicio contra el presidente Pérez Molina por los delitos de cohecho pasivo, asociación ilícita y caso especial de defraudación aduanera. En la conferencia de prensa que ambas entidades dieron ese mismo día, informaron que evidencias obtenidas durante los operativos del 16 de abril demostraron que Juan Carlos Monzón -exsecretario privado de la exvicepresidente- no era el líder de la red de defraudación aduanera llamada «La Línea», sino que lo habrían sido el presidente y la exvicepresidente; es más, sugirieron que ambos habrían estado involucrados en la red desde antes de ser electos como gobernantes.
El 2 de septiembre de 2015 renunció a la Presidencia de la República luego de ser desaforado por el Congreso un día antes, y el 3 de septiembre se presentó a la Torre de Tribunales para enfrentar su primera audiencia por el caso de La Línea.

### Gobierno de transición de Alejandro Maldonado Aguirre
El 3 de septiembre, el licenciado Alejandro Maldonado Aguirre, vicepresidente de Guatemala, fue juramentado como el nuevo presidente de la República tras la renuncia de Pérez Molina. Maldonado Aguirre, de 79 años, se convirtió en el primer ciudadano en servir como vicepresidente y presidente de Guatemala en el mismo período sin haber sido electo —anteriormente el licenciado Ramiro de León Carpio había sido designado presidente en 1993, pero él no había servido como vicepresidente—.  El gobierno de Maldonado se caracterizó por el desastre del Cambray II y por establecer salarios mínimos diferenciados en algunos municipios del país, los cuales fueron muy criticados por varios sectores a finales de diciembre de 2015.
En los últimos días de su gobierno, el Ministerio Público capturó al general Manuel Benedicto Lucas García y a once militares retirados de alta graduación por su supuesta participación en una matanza en Cobán entre 1981 y 1982, durante la Guerra Civil de Guatemala y el gobierno del general Fernando Romeo Lucas García, época en que Benedicto Lucas —hermano del presidente— fungió como Jefe del Estado Mayor del Ejército.
Al entregar el poder, se hizo público que había recibido trescientos ochenta y seis mil quetzales de indemnización cuando dejó la Corte de Constitucionalidad para asumir la vicepresidencia de la República en medio de una severa crisis financiera que padecía el país.

## Gobierno de Jimmy Morales (2016-2020)
El gobierno de Jimmy Morales se inició el 14 de enero de 2016, y desde el primer día fue criticado por la selección de Sherry Ordóñez como encargada del Ministerio de Comunicaciones, ya que se hizo público que la nueva funcionaria había sido representante de la constructora Sigma Constructores por varios años —una de las empresas de construcción que más contratos tiene con el Estado de Guatemala—, y por lo tanto, tenía prohibición de pertenecer al Ejecutivo.  El asunto se agravó cuando se descubrió que Ordóñez había sido arraigada por encontrarse morosa en el pago de impuestos. Debido a la presión que recibió de diversos sectores, Ordóñez tuvo que presentar su renuncia apenas once días después de haber tomado el cargo.

### Plazas fantasma y contratos colectivos lesivos
El inicio de la VIII Legislatura del Congreso de la República de Guatemala fue diferente al de las legislaturas anteriores, ya que varios diputados electos o reelectos fueron proscritos por tener investigaciones pendientes en su contra; por otra parte, el presidente entrante, Mario Taracena, hizo públicas el 15 de enero las nóminas de los empleados del legislativo, incluyendo la de los empleados fijos —renglón 0-11— y la de los empleados temporales —renglones 0-22 y 0-29—, lo que puso en evidencia salarios desproporcionados, la contratación de activistas partidistas como empleados del congreso y la posible existencia de diezmos ilegales y de plazas fantasma.
En forma similar, la junta directiva de la Empresa portuaria Santo Tomás de Castilla en Puerto Barrios, Izabal hizo pública la nómina el 28 de enero de 2016, revelando una situación muy parecida a la del Congreso.  De acuerdo a la directiva de la empresa portuaria, el contrato del renglón 0-31 suscrito con el sindicato de trabajadores de dicha empresa es lesivo para los intereses del estado, pues además de salarios desproporcionados, existen anomalías por interencia de funcionarios, plazas fantasma y costo adicionales.

### Caso Red de Corrupción de la SAT en Guatemala
El Ministerio Público (Guatemala) (MP) y la Comisión Internacional Contra la Impunidad en Guatemala (CICIG) descubrieron el caso Red de Corrupción de la SAT el 12 de febrero de 2016 y capturaron a varios altos funcionarios y auditores de la Superintendencia de Administración Tributaria de Guatemala acusados de favorecer a la empresa Aceros de Guatemala, de la que fueron capturados también algunos representantes legales.  Inicialmente confundido con el Caso de La Línea —el cual terminó con el gobierno del expresidente Otto Pérez Molina y de  Roxana Baldetti Elías en 2015—, pero la CICIG aclaró que aunque las escuchas telefónicas del Caso de la Línea fueron utilizadas en esta investigación, se trata de otra red de corrupción.

### Incremento en decomisos de drogas ilícitas
A partir de 2016 se incrementó considerablemente la efectividad de los decomisos de drogas ilícitas.
| Fecha               | Substancia | Entidad               | Ubicación                           | Monto         |
| ------------------- | ---------- | --------------------- | ----------------------------------- | ------------- |
| 14 de junio de 2016 | Cocaína    | Fuerza Especial Naval | Flotando en las costaz de Escuintla | Q.61 millones |